# Cavergno
Cavergno is een voormalige gemeente en plaats in het Zwitserse kanton Ticino, en maakt deel uit van het district Vallemaggia.
Cavergno telt 492 inwoners.
De gemeente ging op 22 oktober 2006 op in Cevio.

## Externe link

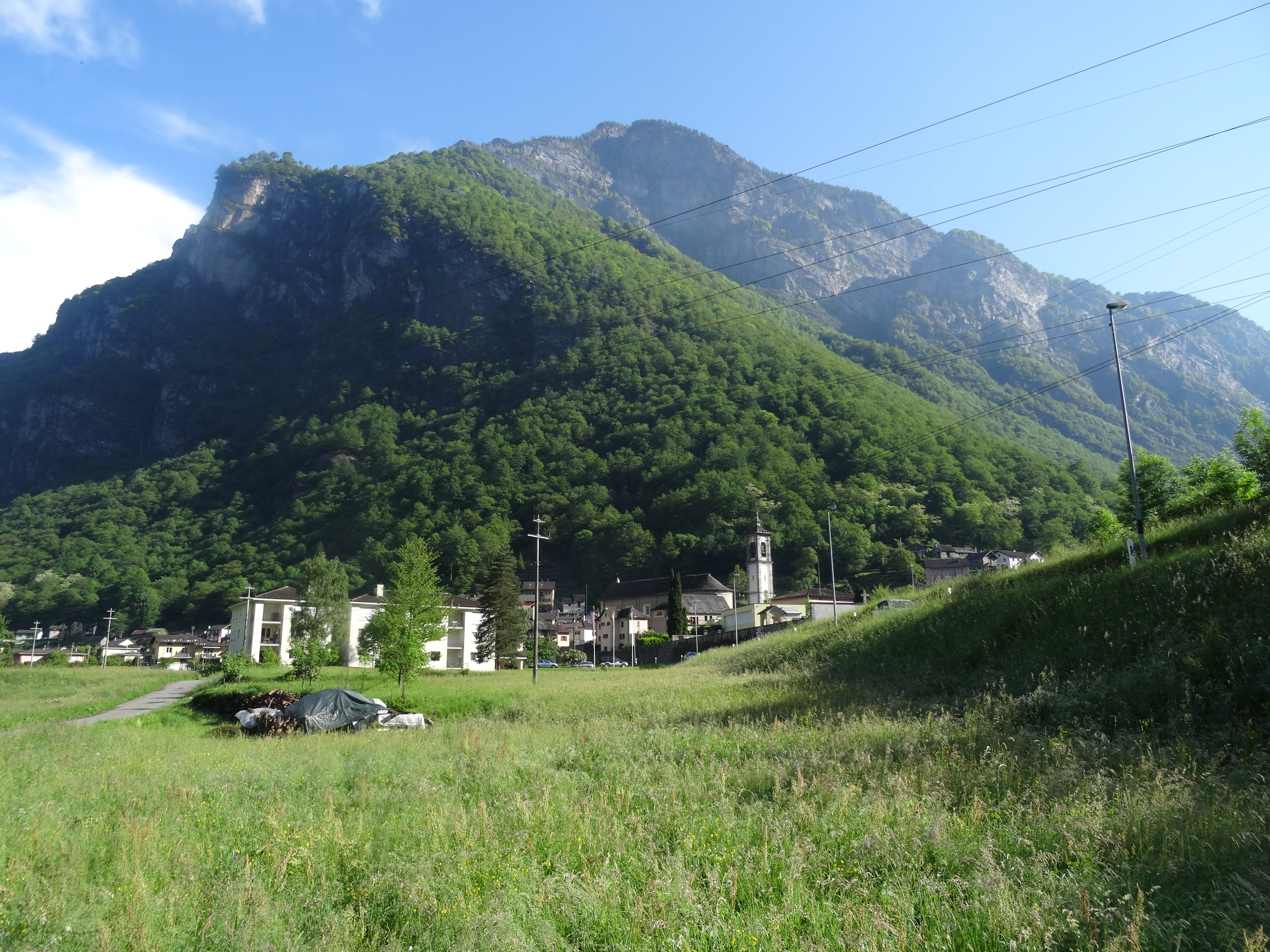
Uitzicht over Cavergno